# 列昂尼德·爱德华多维奇·斯卢茨基
列昂尼德·爱德华多维奇·斯卢茨基（羅馬化：Leonid Eduardovich Slutskiy；1968年1月4日—）是一位俄罗斯政治人物，自2022年以来领导极端民族主义的自由民主党，并自1999年以来在国家杜马任职。
由于斯卢茨基所在的政党与政治派别中的极右派有联系，他作为国家杜马国际事务委员会主席的任期内充满了重大事件，并被国内和国际媒体广泛报道。2018年，他成为议会性侵犯丑闻的核心人物。2022年，他在俄乌战争后代表俄罗斯与乌克兰进行和平谈判。次年，他宣布参选2024年俄罗斯总统选举。